# Pedro Carvalho (jogador de râguebi)
Pedro Carvalho (Lisboa, 29 de junho de 1984) é um ex-jogador de rugby union português que joga actualmente como ala na equipa de Direito do Campeonato Nacional de Rugby. Pesa 87 kg e tem 1,85 m de altura. Participou no Campeonato do mundo de Râguebi de 2007 pela Seleção Portuguesa de Rugby Union.
Entrou na história do rugby português ao marcar o primeiro ensaio (try) de sempre para Portugal em Campeonatos do Mundo, frente à Escócia, no jogo de estreia d'Os Lobos na competição.
Conta com 35 internacionalizações ao serviço da Seleção Nacional de Rugby, tendo sido o jogador mais novo a fazer parte dos planos do selecionador nacional, Tomaz Morais. Para além da sua participação no Campeonato do Mundo de Rugby Union, participou em 2005 no Campeonato do Mundo de Sevens, onde Portugal ficou classificado num brilhante 10.º Lugar ( melhor classificação de todos os tempo).
Conta com 5 títulos de Campeão Nacional ao serviço do Grupo Desportivo do Direito, onde jogava desde 1999.
Para além de jogador de rugby union, acabou o curso de Direito na Universidade Nova de Lisboa em 2007, vindo desde então a dividir o seu tempo entre o escritório e os treinos.